# 情景コレクション
情景コレクション（じょうけいコレクション）はトミーテックが発売する、縮尺1/150のフィギュアシリーズである。 

## 概要
本シリーズの発売以前に、Nゲージレイアウト用アクセサリーの乗物・建物のモデルをブラインド販売の「〜コレクション」シリーズ（2006年9月、シリーズ名を「ジオラマコレクション」としている）として手がけてきた同社が、これまで発売されていなかった人物や樹木などの自然物をモデルにした（同社のNゲージブランドTOMIXには既に存在していた）、オープンパッケージの製品群である。

## 製品のラインナップ

### ザ・人間シリーズ
塗装済みフィギュア12体セット（「撮る人々」、「住宅街の人々」は除く）。
| 発売日     | No.         | タイトル               | セット内容                                                | パッケージの種類                                                      |
| ---------- | ----------- | ---------------------- | --------------------------------------------------------- | --------------------------------------------------------------------- |
| 2006年11月 | 001 002 003 | 農家の人々             | 農作業をする人々 ポーズ10種類と色違いが2体                | カラーバリエーションにより 各3種類ずつ                                |
| 2007年2月  | 004 005 006 | 工場の人々             | 工場で働く人々                                            | カラーバリエーションにより 各3種類ずつ                                |
| 2007年6月  | 007 008 009 | 乗る人々（鉄道・バス） | 鉄道・バスの乗客                                          | カラーバリエーションにより 各3種類ずつ                                |
| 2007年8月  | 010 011 012 | 働く人々（鉄道・バス） | 鉄道・バスの乗務員や作業員など                            | カラーバリエーションにより 各3種類ずつ                                |
| 2007年9月  | 013 014 015 | 歓楽街の人々（A）      | ホステスや酔っぱらい                                      | カラーバリエーションにより 各3種類ずつ                                |
| 2007年9月  | 016 017 018 | 歓楽街の人々（B）      | 歓楽街の様々な男性                                        | カラーバリエーションにより 各3種類ずつ                                |
| 2007年11月 | 019 020 021 | 祭りの人々             | 浴衣姿の様々な人々                                        | カラーバリエーションにより 各3種類ずつ                                |
| 2008年3月  | 022 023     | 学生                   | 制服姿の学生                                              | 夏服（022）、冬服（023）の2種類                                       |
| 2008年6月  | 024         | 神社の人々             | 宮司や巫女、七五三参りの家族など 神社に集う様々な人々     | 1種類のみ                                                             |
| 2008年9月  | 025 026 027 | 佇む人々               | スーツ姿のサラリーマン、時計を見る男性など 公園で佇む人々 | カラーバリエーションにより3種類                                       |
| 2008年12月 | 028         | お寺の人々             | 僧侶や虚無僧、お墓参りの男女など お寺に集う様々な人々     | 1種類のみ                                                             |
| 2009年3月  | 029 030 031 | 歩く人々               | 町の通行人                                                | カラーバリエーションにより 各3種類ずつ                                |
| 2009年7月  | 032 033 034 | 盆踊りの人々           | 盆踊りの浴衣姿の人々                                      | カラーバリエーションにより 各3種類ずつ                                |
| 2009年8月  | 035 036 037 | 漁港の人々             | 漁港で働く人々                                            | カラーバリエーションにより 各3種類ずつ                                |
| 2009年12月 | 038 039 040 | 結婚式の人々           | 新郎新婦など結婚式の人々                                  | カラーバリエーションにより 各3種類ずつ                                |
| 2010年1月  | 041 042     | 昭和の人々             | 昭和時代の服装の人々                                      | A（022）、B（023）の2種類                                             |
| 2010年3月  | 043 044 045 | 現場の人々             | 作業服姿の工事現場の人々                                  | カラーバリエーションにより 各3種類ずつ                                |
| 2010年7月  | 046 047 048 | 海水浴の人々           | 水着姿の海水浴の人々                                      | カラーバリエーションにより 各3種類ずつ                                |
| 2011年1月  | 049 050 051 | 撮る人々               | カメラを持った人や撮影している人 合計11体と三脚3個        | カラーバリエーションにより 各3種類ずつ                                |
| 2011年4月  | 052 053 054 | 住宅街の人々           | 住宅街の通行人10体と小物や犬                              | カラーバリエーションにより 各3種類ずつ                                |
| 2011年4月  | 055 056 057 | 小学生と先生           | 小学校の先生と生徒                                        | カラーバリエーションにより 各3種類ずつ                                |
| 2011年7月  | 058 059     | 消防署の人々           | 消防隊員や救急隊員                                        | カラーバリエーションにより 各2種類ずつ                                |
| 2011年10月 | 060 061     | 温泉街の人々           | 温泉街の浴衣姿の人々                                      | カラーバリエーションにより 各2種類ずつ                                |
| 2011年12月 | 062         | 酒造の人々             | はっぴ姿8体、作務衣姿4体                                  | 各1種類のみ                                                           |
| 2012年1月  | 063         | 警察署の人々           | 警察官（男性・女性）と鑑識係                              | 各1種類のみ                                                           |
| 2012年6月  | 064 065     | 釣り人                 | 釣り人12体と釣竿                                          | カラーバリエーションにより2種類                                       |
| 2012年6月  | 066 067     | 牧場の人々             | 牧場で作業する作業着姿の人々                              | カラーバリエーションにより2種類                                       |
| 2012年7月  | 068 069 070 | 中学生                 | ジャージ姿の中学生                                        | 青（068）、緑（069）、エンジ（070）の カラーバリエーションにより3種類 |

### ザ・樹木シリーズ
いずれもキットの形態をとっている。
| 発売日     | No.   | タイトル               | セット内容                                                      |
| ---------- | ----- | ---------------------- | --------------------------------------------------------------- |
| 2007年4月  | 001   | けやき                 | けやき（欅）2本、フォーリッジ2個（緑・紅葉色）                  |
| 2007年4月  | 002   | すぎ                   | すぎ（杉）2本、フォーリッジ1個（濃緑）                          |
| 2007年4月  | 003   | くろまつ               | くろまつ（黒松）3本、フォーリッジ1個（濃緑）                    |
| 2007年7月  | 004   | さくら                 | さくら（桜）3本                                                 |
| 2007年7月  | 005   | たけ                   | たけ（竹）12本1セット（3セット入り）                            |
| 2007年7月  | 006   | しらかば               | しらかば（白樺）大小2本1セット（2セット入り）                   |
| 2007年8月  | 007   | むく                   | むく（椋）3本                                                   |
| 2007年8月  | 008   | くぬぎ                 | くぬぎ（椚）3本                                                 |
| 2007年8月  | 009   | からまつ               | からまつ（唐松）大小2本1セット（2セット入り）                   |
| 2007年11月 | 010   | 杉の巨木               | 杉の巨木1本、フォーリッジ付属                                   |
| 2008年10月 | 011   | カキ                   | カキ（柿）大小2本1セット                                        |
| 2008年10月 | 012   | モミジ                 | モミジ（紅葉）大小2本1セット、フォーリッジ（赤色紅葉）          |
| 2008年10月 | 013   | イチョウ               | イチョウ（銀杏）大小2本1セット、フォーリッジ（黄色紅葉）        |
| 2009年1月  | 014   | フォーリッジA          | 欅の紅葉色（橙色）、黒松の緑色、椚の明るい緑色                  |
| 2009年9月  | 015   | ココヤシ               | ココヤシ3本、ヤシの実、ベース付属                               |
| 2009年9月  | 016   | ソテツ                 | ソテツ（蘇鉄）5本、ベース付属                                   |
| 2009年9月  | 017   | カナリーヤシ           | カナリーヤシ3本、ベース付属                                     |
| 2010年2月  | 018   | サクラB                | サクラ（桜）4本、ベース4個、フォーリッジ（2色混合）             |
| 2011年7月  | 001-2 | ケヤキ                 | ケヤキ（欅）4本（大・小各2本）、フォーリッジ1個                 |
| 2011年7月  | 002-2 | スギ                   | スギ（杉）3本、フォーリッジ1個                                  |
| 2011年7月  | 003-2 | クロマツ               | クロマツ（黒松）3本、フォーリッジ1個                            |
| 2011年10月 | 007-2 | ムク                   | ムク（椋）3本                                                   |
| 2011年10月 | 008-2 | クヌギ                 | クヌギ（椚）3本                                                 |
| 2011年10月 | 009-2 | カラマツ               | カラマツ（唐松）4本                                             |
| 2011年10月 | 014-2 | フォーリッジA2（紅葉） | フォーリッジ3色                                                 |
| 2012年1月  | 004-2 | サクラ                 | サクラ（桜）3本                                                 |
| 2012年1月  | 005-2 | タケ                   | タケ（竹）12本1セット（3セット入り）                            |
| 2012年1月  | 006-2 | シラカバ               | シラカバ（白樺）4本（大2本、小2本）                             |
| 2012年1月  | 014-3 | フォーリッジA3（春）   | フォーリッジ3色（サクラ（ピンク）、サクラ（ピンク＋白）、黄緑） |

### 情景小物シリーズ
| 発売日              | No.   | タイトル                      | セット内容 | 付属品など                                    |
| ------------------- | ----- | ----------------------------- | --- | --------------------------------------------- |
| 2007年9月           | 001   | 踏切                          | 第1種踏切（警報機2、遮断機2、柵2、ベース2、スロープ2、線路渡り板2、複線対応渡り板1）1セット 第4種踏切（標識2、柵2、ベース2、スロープ2、線路渡り板1）1セット |                                               |
| 2007年11月          | 002   | 露店A                         | わた飴、金魚すくい、ヨーヨー釣り | 店舗ごとにフィギュア各1体付属                 |
| 2007年11月          | 003   | 露店B                         | ハッカパイプ、焼きそば、たこ焼き | 店舗ごとにフィギュア各1体付属                 |
| 2007年11月          | 004   | 露店C                         | 輪投げ、射的、あんず飴 | 店舗ごとにフィギュア各1体付属                 |
| 2007年11月          | 005   | 露店D                         | おめん、酒屋出店、お化け屋敷 | 店舗ごとにフィギュア各1体付属                 |
| 2007年11月          | 006   | 御輿・行灯                    | 御輿2基（仮置きに使用する“馬”付属）、行灯10本、御輿を担ぐ人フィギュア12体                                                                                   |                                               |
| 2008年9月           | 007   | バス停A                       | 上屋根付きバス停（都市型）色違い2セット入り |                                               |
| 2008年9月           | 008   | バス停B                       | 待合所のあるバス停（田舎型）色違い2セット入り |                                               |
| 2008年9月           | 009   | 漁船A                         | 底引き網漁船 | 大漁旗シール、小物パーツ付属                  |
| 2008年9月           | 010   | 漁船B                         | 一本釣り漁船 | 大漁旗シール、小物パーツ付属                  |
| 2008年9月           | 011   | 漁船C                         | 刺し網漁船 | 大漁旗シール、小物パーツ付属                  |
| 2008年9月           | 012   | 駅前・公園A                   | 時計台、噴水、駐車場の自動料金所 | 各アイテム共通のシール、ベンチ1個付属         |
| 2008年9月           | 013   | 駅前・公園B                   | 看板、公衆便所と水飲み場、水飲み場、モニュメント、銅像 | 各アイテム共通のシール、ベンチ1個付属         |
| 2008年9月           | 014   | 駅前・公園C                   | 遊具、東屋、バーゴラ、花壇2種 | 各アイテム共通のシール、ベンチ1個付属         |
| 2008年10月          | 015   | 信号機A                       | 1960年頃のタイプ（青色点灯時と赤色点灯時×各4本、制御機×4個）                                                                                                | 専用ベースと専用シール付属                    |
| 2008年10月          | 016   | 信号機B                       | 1990年頃のタイプ（青色点灯時と赤色点灯時×各4本、制御機×4個）                                                                                                | 専用ベースと専用シール付属                    |
| 2008年11月          | 017   | 屋台A                         | おでん屋台、テーブルや椅子などの小物をセット | ベース、ブロック塀、専用フィギュア4体付属     |
| 2008年11月          | 018   | 屋台B                         | ラーメン屋台、パラソル付きテーブルや小物をセット | ベース、ブロック塀、専用フィギュア4体付属     |
| 2008年11月          | 019   | 屋台C                         | 焼き芋屋台、自転車、電柱、ごみ箱をセット | ベース、ブロック塀、専用フィギュア4体付属     |
| 2009年1月           | 020   | 架線柱A                       | 複線用、6本 |                                               |
| 2009年1月           | 021   | 架線柱B                       | 単線用、8本 |                                               |
| 2009年2月           | 022   | お墓A                         | 御影石や大理石を使った現代風のお墓、3セット入り |                                               |
| 2009年2月           | 023   | お墓B                         | 近代的な公園墓地をイメージしたお墓、3セット入り |                                               |
| 2009年2月           | 024   | お墓C                         | 江戸時代以前をイメージしたお墓、3セット入り |                                               |
| 2009年3月           | 025   | 二輪車・自転車A1              | 自転車と原付自転車3台ずつ、専用フィギュア6体 | A1とA2は塗装のみ異なる                        |
| 2009年3月           | 026   | 二輪車・自転車A2              | 自転車と原付自転車3台ずつ、専用フィギュア6体 | A1とA2は塗装のみ異なる                        |
| 2009年7月           | 027   | 電柱                          | 変圧器付き3本、変圧器無し9本 | 自立させるためのベースパーツ付属              |
| 2009年7月           | 028   | トンネルポータルA             | 切り石のトンネル。直線用パーツ2個、カーブ用パーツ2個、袖パーツ4個                                                                                           |                                               |
| 2009年7月           | 029   | トンネルポータルB             | レンガのトンネル。直線用パーツ2個、カーブ用パーツ2個、袖パーツ4個                                                                                           |                                               |
| 2009年7月           | 030   | 祭の櫓                        | ベース、櫓、提灯、太鼓、フィギュア14体（太鼓を叩く人×2体、壇上で踊る人×12体）                                                                               |                                               |
| 2009年8月           | 031   | 柵                            | 鉄路柵16個（1個当たりベース4個） |                                               |
| 2009年8月           | 032   | 塀                            | コンクリート塀16個 |                                               |
| 2009年9月           | 033   | 橋A                           | 石橋2個、暗渠壁面2個、渡り板2個 |                                               |
| 2009年9月           | 034   | 石垣A                         | 平積みの石垣3枚 |                                               |
| 2009年9月           | 035   | 石垣B                         | 乱積みの石垣3枚 |                                               |
| 2009年9月           | 036   | 石垣C                         | レンガの石垣3枚 |                                               |
| 2009年9月           | 037   | 架線柱C                       | 木製単線用架線柱6本 | 簡易踏切のおまけ2個                           |
| 2009年9月           | 038   | 柵・石畳                      | 柵7個、石畳9個 |                                               |
| 2009年9月           | 039   | 海辺の情景セット              | 防波堤（直線×2個、くの字×1個）、灯標、消波ブロック（3種×5個）、海（シート1枚）                                                                              |                                               |
| 2009年11月          | 040   | お正月セット                  | 門松1組（2個）、縁起物屋台、テント、菰樽、茅の輪、フィギュア7体（ザ・人間「祭の人々」の色違い）                                                             |                                               |
| 2009年12月          | 041   | 日本庭園セット                | 土塀、池の淵、竹垣、菖蒲、庭石、生垣、石畳、石灯籠、小橋、水面シート                                                                                        |                                               |
| 2009年12月          | 042   | 橋B                           | レンガの橋 |                                               |
| 2009年12月          | 043   | 橋C                           | 鋼鉄の橋 |                                               |
| 2009年12月          | 044   | 橋D                           | コンクリートの橋 |                                               |
| 2010年1月           | 045   | 歩道橋                        | 歩道橋、2セット |                                               |
| 2010年1月           | 046   | 火の見櫓・消防団車庫          | 火の見櫓と消防団車庫（扉開閉選択式） |                                               |
| 2010年1月           | 047   | 交番                          | 交番（一部室内も再現）、警官のフィギュア2体、自転車、コーンなどの小物をセット                                                                               | 赤色LED（電飾キット接続用コネクター付き）付属 |
| 2010年5月           | 054   | 踏切B                         | 広い道路（片側2車線）に対応した踏切のセット |                                               |
| 2010年5月           | 055   | アーケードA                   | 二階の窓まで覆う高屋根 |                                               |
| 2010年5月           | 056   | アーケードB                   | 歩道用の直線屋根、2セット |                                               |
| 2010年5月           | 057   | アーケードC                   | 歩道用の角屋根、2セット |                                               |
| 2010年6月           | 058   | 野立て看板                    | 野立て看板（4種×2セット）、シール |                                               |
| 2010年9月           | 059   | テント                        | テント4個、テーブル2個、椅子6個 |                                               |
| 2010年7月           | 060   | 海の家A                       | 土間式。ベース、建物、シャワー室、トイレ、小物 | 看板、のぼり旗等のシール付属                  |
| 2010年7月           | 061   | 海の家B                       | 桟敷式。ベース、建物、トイレ、小物 | 看板、のぼり旗等のシール付属                  |
| 2010年9月           | 062   | タグボート1                   | タグボート（船体黒色）、小物 |                                               |
| 2010年9月           | 063   | タグボート2                   | タグボート（船体濃青色）、小物 |                                               |
| 2010年9月           | 064   | 運材船                        | 運材船、牽引ロープ、積荷 |                                               |
| 2010年11月          | 065   | ビニールハウス                | ビニールハウス、大・中×各1個、小2個 | ベース、植物パーツ付属                        |
| 2010年11月          | 066   | アドバルーン                  | アドバルーン3個、ベース3個、シール | ロープ部分は金属線で再現                      |
| 2010年11月          | 067   | 屋上看板                      | 立方体看板1個、 三角柱看板1個 | 専用シール（電飾用と通常用の2タイプ）付属     |
| 2010年11月          | 007-2 | バス停A2                      | 片持ち式屋根付きバス停（都市型）色違い2セット入り | 標識、シール付属                              |
| 2010年11月          | 008-2 | バス停B2                      | 待合所（小屋）のあるバス停（田舎型）色違い2セット入り | 標識、シール付属                              |
| 2010年11月          | 012-2 | 駅前・公園A2                  | 駐車場ゲート、時計台、噴水 | 各アイテム共通のシール、ベンチ2個付属         |
| 2010年11月          | 013-2 | 駅前・公園B2                  | 看板、公衆便所と水飲み場、水飲み場、モニュメント、銅像 | 各アイテム共通のシール、ベンチ2個付属         |
| 2010年11月          | 014-2 | 駅前・公園C2                  | 遊具、東屋、バーゴラ、花壇2種 | 各アイテム共通のシール、ベンチ2個付属         |
| 2011年1月           | 068   | 自販機A                       | 自動販売機×6、テーブル×1、ベンチ×2、ゴミ箱×3、外灯×2、屋根等、ベース                                                                                        |                                               |
| 2010年12月          | 069   | 荷物A                         | 荷物カゴ、木箱、ダンボールセット、パレットセット、パレット単品（各3個ずつ）、ダンボール単品12個                                                             |                                               |
| 2011年2月           | 051-2 | 工事現場A2                    | 現場事務所、簡易トイレ、パレットなど |                                               |
| 2011年2月           | 052-2 | 工事現場B2                    | ゲート（開、閉）、塀（長、短） |                                               |
| 2011年2月           | 053-2 | 工事現場C2                    | 作業足場、ネコ、コーン |                                               |
| 2011年3月           | 070   | 農機小屋と農機A               | 農機小屋、トラクタートレーラ（荷車）、シール |                                               |
| 2011年3月           | 071   | 農機小屋と農機B               | 資材置き場、田植機 コンバイン、小物、シール |                                               |
| 2011年6月           | 030-2 | 祭の櫓2                       | 櫓、小物、フィギュア14体、シール |                                               |
| 2011年6月           | 072   | コンビナートA                 | 蒸留塔 |                                               |
| 2011年6月           | 073   | コンビナートB                 | 冷却塔（2個セット） |                                               |
| 2011年6月           | 074   | コンビナートC                 | ガスホルダー |                                               |
| 2011年6月           | 075   | コンビナートD                 | 積み出し所（2個セット） |                                               |
| 2011年6月           | 076   | コンビナートE                 | 守衛所、ゲート |                                               |
| 2011年6月           | 077   | コンビナートF                 | パイプセット（退避櫓とパイプ等のセット） |                                               |
| 2011年6月           | 078   | コンビナートセット            | 上記のコンビナートA×2、B、C×2、D、E、F、のセット | 特別付属品（塀×16、追加パイプセット）         |
| 2011年5月           | 079   | マグロと白箱                  | マグロ×2、サワラ、各種白箱 |                                               |
| 2011年7月           | 080   | ボート乗り場                  | 小屋、桟橋×3、手漕ぎボート×6（舟底あり×3、なし×3 ）、スワン×6                                                                                               |                                               |
| 2011年7月           | 045-2 | 歩道橋2                       | 歩道橋、2セット |                                               |
| 2011年9月           | 081   | 給水塔、給炭台A               | 給水塔（レンガ脚）・給炭台（階段） |                                               |
| 2011年9月           | 082   | 給水塔・給炭台B               | 給水塔（コンクリート脚）、給炭台（スロープ） |                                               |
| 2011年10月          | 083   | 自販機B（昭和のドライブイン） | ドライブイン（自販機×6、ゴミ箱、看板）、雑誌販売機（自販機×6、外灯）、道路パーツ、シール                                                                    |                                               |
| 2012年3月           | 084   | 送電鉄塔A                     | 逆三角形型送電鉄塔 |                                               |
| 2012年3月           | 085   | 送電鉄塔B                     | 尖端型送電鉄塔 |                                               |
| 2012年1月           | 086   | 架空裸線路柱（ハエタタキ）    | 本体×10本、ベース×10個 |                                               |
| 2012年3月           | 087   | 自販機C（自動精米所）         | 自販機、小屋、道路、ベース、小物、シール |                                               |
| 2012年3月           | 088   | 塀と門                        | 塀（瓦付き×4、短×2、長×4）、門×2 | 塀にはベースも付属                            |
| 2012年3月           | 089   | ガードレール                  | 3本足（長さ約45mm）×12本、2本足（長さ約20mm）×8本 | ベースは付属しない                            |
| 2012年5月           | 091   | 電柱B（コンクリート製）       | 電柱12本（変圧器あり×3本、なし×9本）、ベース、専用シール |                                               |
| 2012年6月           | 092   | 釣り堀                        | 小屋、釣り堀×2、看板、小物（クーラーボックス、バケツ）、専用シール                                                                                          |                                               |
| 2012年7月           | 093   | 地下鉄入り口1                 | 大型入り口（エスカレーター付属）、小型入り口、歩道パーツ、専用シール                                                                                        | 屋根色：灰色                                  |
| 2012年7月           | 094   | 地下鉄入り口2                 | 大型入り口（エスカレーター付属）、小型入り口、歩道パーツ、専用シール                                                                                        | 屋根色：コゲ茶色                              |
| 2012年9月           | 095   | 駐輪場A                       | 駐輪場×2、車両(自動二輪、自転車×2台)、専用フィギュア×3体、フェンス×2枚                                                                                      | 屋根色：赤                                    |
| 2012年9月           | 096   | 駐輪場B                       | 駐輪場×2、車両(原付×2台、自転車×1台)、専用フィギュア×3体、フェンス×2枚                                                                                      | 屋根色：緑                                    |
| 2012年9月           | 097   | フェンス                      | フェンス×8枚 |                                               |
| 2012年12月 （予定） | 007-3 | バス停A3                      | 上屋根付きバス停（都市型）色違い2セット入り | 標識、シール付属                              |
| 2012年12月 （予定） | 008-3 | バス停B3                      | 待合所のあるバス停（田舎型）色違い2セット入り | 標識、シール付属                              |
| 2013年1月 （予定）  | 084-2 | 送電鉄塔A2                    | 逆三角形型送電鉄塔（紅白塗装）×2基、シール |                                               |
| 2013年1月 （予定）  | 099   | コンビナートG                 | 古いタイプのガスホルダー、シール |                                               |
| 2013年1月 （予定）  | 100   | ガスコンビナート拡張セット    | 送電鉄塔A2、コンビナートD、F、G、のセット | 特別付属品(追加パイプセット)                  |

### ザ・動物シリーズ
動物の塗装済みフィギュア各6体セット
| 発売日    | No. | タイトル | セット内容                        |
| --------- | --- | -------- | --------------------------------- |
| 2009年5月 | 001 | 馬       | 6頭入り（基本形状3頭＋色違い3頭） |
| 2010年5月 | 002 | 牛(A)    | 各3ポーズ合計6頭入り              |
| 2010年5月 | 003 | 牛(B)    | 各3ポーズ合計6頭入り              |
| 2010年6月 | 004 | 豚       | 全6頭入り（形状3種×色違い2種）    |
| 2012年7月 | 005 | 羊・やぎ | 羊×3頭、ヤギ×3頭入り              |